# Каливец (река)
Каливец (Большой Каливец) — река в России, протекает в Варнавнском районе Нижегородской области. Устье реки находится в 48 км по левому берегу реки Лапшанга. Длина реки составляет 18 км, площадь водосборного бассейна 66,2 км².
Исток реки находится близ границы с Костромской областью в 12 км северо-западнее посёлка Северный. Река течёт на юго-восток, всё течение реки проходит по ненаселённому лесному массиву. Крупнейший приток — Малый Каливец (левый). Впадает в Лапшангу ниже посёлка Северный.

## Данные водного реестра
По данным государственного водного реестра России относится к Верхневолжскому бассейновому округу, водохозяйственный участок реки — Ветлуга от города Ветлуга и до устья, речной подбассейн реки — Волга от впадения Оки до Куйбышевского водохранилища (без бассейна Суры). Речной бассейн реки — (Верхняя) Волга до Куйбышевского водохранилища (без бассейна Оки).
Код объекта в государственном водном реестре — 08010400212110000042796.